# Суходольный рис

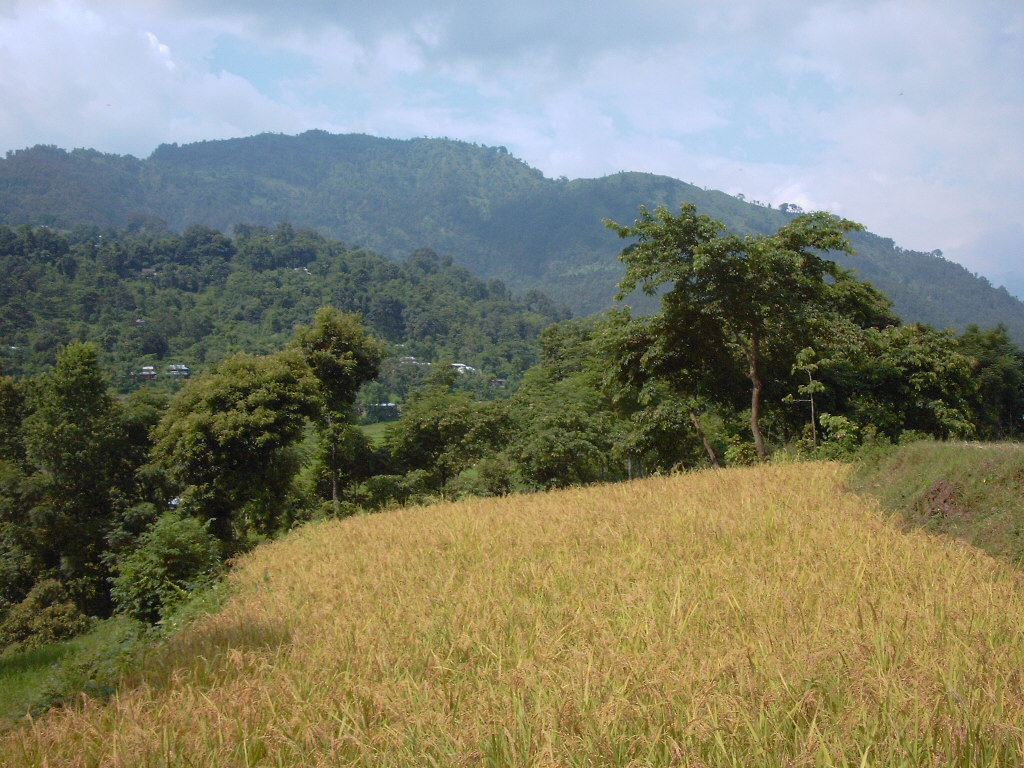
Горный рис в горах Непала

Суходольный рис  — рис, выращиваемый на непокрытой водой почве. Суходольный рис выращивается на богарных полях без чеков там, где накопление воды затруднено из-за неровной поверхности или быстрого дренажа почвы. По качеству суходольный рис не уступает проливному, но имеет более низкую урожайность. 
Сегодня различают два вида суходольного рисоводства. «Горный рис» — древнейшее рисоводство в горах на высотах от 1000 до 2000 метров без ирригации и удобрений. Современное «аэробное» рисоводство —  выращивание риса на равнине в основном на не покрытой водой почве, но с периодическим поливом и применением удобрений.

## Горный рис
Древнейший способ выращивания риса без полива и ударений. Практикуется и сегодня на высотах от 1000 до 2000 метров при уровне осадков не менее 1000 — 1100 мм за период вегетации. Метод требует минимальных трудовых и материальных затрат, но имеет низкую урожайность. Горный рис выращивается при относительно низких температурах, что способствует высокому качеству. На равнине если средняя дневная температура превышает 29 °C, то качество риса ухудшается..

## Аэробное рисоводство
Современный метод рисоводства, развитие которого обусловлено расширением посевных площадей на хорошо дренируемые почвы и острой нехваткой воды во многих рисоводческих странах. Во многих странах Индокитая и Латинской Америки затопляемое рисоводство по необходимости превращается в поливное. Сегодня интенсивно разрабатываются новые сорта суходольного риса и аэробный рис можно рассматривать как «высокоурожайный» горный рис.

## Объём производства
Суходольный рис  выращивают на площади около 20 млн. га, что составляет 12% мировых посевных площадей. Объем производства зерна составляет 5% мирового сбора/ Но в ряде стран суходольный рис является основным типом культуры. По сведениям МИР доля суходольного риса из общей возделываемой площади составляет в Южной и Юго-Восточной Азии — 8%, в Западной Африке — 62% и в Латинской Америке — 72%. 

## Недостатки и преимущества
На суходольных полях рис сеют рисовым зерном, что позволяет использовать технику. На заливных полях рис сажают рассадой, однако сегодня от этого трудоёмкого способа отказываются и в заливном рисоводстве.
В заливном рисоводстве рис уязвим для разных болезней, а на суходольных полях он  менее подвержен такой опасности.
Недостатками суходольного рисоводства является истощение земли, необходимость прополки сорняков и чувствительность к засухе.
Преимуществом суходольного рисоводства является практическое отсутствие эмиссии метана (сильного парникового газа).